# Araneus nympha
Araneus nympha là một loài nhện trong họ Araneidae.
Loài này thuộc chi Araneus. Araneus nympha được Eugène Simon miêu tả năm 1889.